# Yangafock III
Yangafock III ou Yangafok III est un village du Cameroun situé dans la région du Centre et le département du Mbam-et-Kim. Il fait partie de la commune de Ngoro.

## Population
Lors du recensement de 2005, on y dénombrait 44 personnes.